# Samira Mousa
Samira Mousa (* ca. 1990 in Berlin) ist eine deutsche Autorin, Bloggerin und Influencerin.

## Leben
Die zur Eventmanagerin ausgebildete Samira Mousa erhielt im Alter von Anfang Zwanzig die Diagnose Multiple Sklerose (MS). Sie verarbeitete die damit verbundenen Beeinträchtigungen und Ängste mit einer radikalen Änderung ihres Lebens. Neben der Änderung ihrer Ernährungsgewohnheiten gab sie ihre Festanstellung auf und begann, die Welt zu bereisen. Eine dieser Reisen führte sie zu Fuß über 600 km auf dem Jakobsweg nach Santiago de Compostela, weitere nach Asien und Südamerika.
Ihre Erfahrungen im Umgang mit der Krankheit MS schilderte Mousa in drei Erlebnisbericht- und Ratgeberbüchern. Ihr erstes Buch veröffentlichte sie noch über die Self-Publishing-Plattform CreateSpace, die folgenden beiden Werke beim jungen Berliner Verlag Eden Books und im Ratgeberverlag Humboldt.
Seit Anfang 2017 betreibt Mousa einen Internetblog mit dem Titel chronisch fabelhaft, mit dem sie sich zu einer Influencerin im Bereich Selbsthilfe bei Multipler Sklerose entwickelte. In der Folge erschien im selben Jahr ein Artikel über sie in der Frauenzeitschrift Lisa und ein Interview im Radiosender Fritz des RBB. Sie schrieb Gastartikel auf den Websites Refinery29 Germany und Pink Compass, Deutschlands größtem Reiseblog für Frauen. In den Folgejahren erschienen Artikel über Mousa in verschiedenen Fachzeitschriften und Kundenmagazinen aus dem Gesundheitsbereich.
Radio Bremen Zwei brachte im Mai 2020 ein ausführliches Interview mit Mousa in der Sendereihe Gesprächszeit.
Mousa war Gast in der am 12. September 2020 ausgestrahlten Ausgabe der Fernseh-Quizshow Hirschhausens Quiz des Menschen, wo der Moderator Eckart von Hirschhausen ihren Fall in einem Filmbeitrag vorstellte und sie danach im Rahmen der Sendung kurz interviewte.

## Werke
Sachbücher
- Und morgen Santiago. CreateSpace Independent Publishing Platform, 2018, ISBN 978-1-983682-89-6.
- Und morgen die Welt. Wie ich einen Schicksalsschlag in das größte Abenteuer meines Lebens verwandelte. Eden Books, Hamburg 2019, ISBN 978-3-95910-208-7.
- Aktiv leben mit Multipler Sklerose. Selbstbestimmt und glücklich – mit MS. Humboldt, Hannover 2020, ISBN 978-3-8426-2923-3.

Blog
- chronisch fabelhaft. Blog.